# マキーエフロケット設計局
座標: 北緯55度06分43秒 東経60度08分24秒 / 北緯55.112度 東経60.140度
マキーエフロケット設計局 (マキーエフ設計局としても知られる)はロシアのミアスにあるミサイルを開発する企業である。1947年12月にSKB-385として設立されロシアの主要な潜水艦発射弾道ミサイル(SLBM)の開発を手がけてきた。この組織の名称はヴィクトル・マキーエフの業績を称えて命名された。正式名称は国立ロケットセンター «Academician V.P. Makeev Design Bureau»である。
1965年、SKB-385は総合機械生産省傘下の機械生産設計局(KBM)に再編された。

## 活動
- 艦船用ミサイルの開発
- 既存のミサイルの改良
- 艦船用ミサイルの品質保障と製造工程の監督
- 退役したミサイルシステムの再利用
- 軽量の商業用人工衛星の打ち上げ
- 再突入飛行体の弾道軌道への打ち上げと宇宙機の地球周回軌道への打ち上げ業務
- 人工衛星の設計と製造
- 次世代の宇宙ロケットシステムの開発
- 低軌道と弾道軌道への商業と研究用宇宙機の製造
- 電気、防火、風力-ディーゼル発電、農業用機材、原油精製、浄水、医薬品、自動機械、通信機の開発
- ロケットと宇宙技術、製品、産業、民間の研究機関で使用する実験装置の認証試験
- 航空宇宙関連企業からの委託により" 空中発射式打ち上げシステム "を開発中。

## ロケットとミサイル
- スカッド
- シティル
- ヴォルナ
- R-29RMU Sineva